# 35358 Lorifini
35358 Lorifini è un asteroide della fascia principale. Scoperto nel 1997, presenta un'orbita caratterizzata da un semiasse maggiore pari a 2,4220913 UA e da un'eccentricità di 0,2327667, inclinata di 10,17220° rispetto all'eclittica.